# Сарачайлд, Кэти
Кэти Сарачайлд (англ. Kathie Sarachild), урождённая Кэти Аматниек (англ. Kathie Amatniek, род. 1943) — американская писательница и радикальная феминистка. В 1968 году она взяла фамилию «Сарачайлд» в честь своей матери Сары. 
Кэти придумала фразу «Сестричество имеет силу» (англ. Sisterhood is Powerful) в листовке, которую она написала для своей программной речи на первой публичной акции радикальных женщин Нью-Йорка на собрании Бригады Джанет Рэнкин. Этот лозунг стал синонимом радикального феминистского движения в последующие годы. 
Она была одной из четырёх женщин, которые держали знамя освобождения женщин на акции протеста «Мисс Америка», и её документ «Программа повышения радикального феминистского сознания» был представлен на Первой национальной конференции по освобождению женщин под Чикаго 27 ноября 1968 года (он позже был опубликован в «Записках второго года» (англ. Notes from the Second Year) в 1970 году). 
Она была членом организации New York Radical Women. В феврале 1969 года Кэти возглавила феминистскую группу, которую вскоре стали называть «Красные чулки», когда они сорвали слушания по реформе абортов в штате Нью-Йорк, на которых от женщин впервые потребовали дать показания об их собственных абортах. В марте того же года «Красные чулки» провели первое в истории выступление за аборты, которое стало образцом для активистов за право на аборт во всех Соединённых Штатах.
Она сыграла ведущую роль в движении по повышению сознательности в 1960-х и 1970-х годах. Она написала книгу «Воспитание сознания: радикальное оружие», которая была представлена на Первой Национальной конференции стюардесс за права женщин в 1973 году в Нью-Йорке. 
Она также была соредактором-основателем газеты «Woman’s World» в 1971 году, а также главным редактором и автором антологии Redstockings «Feminist Revolution», опубликованной в 1975 году. У неё четверо приёмных детей.
В 2013 году Сарачайлд вместе с Кэрол Ханиш, Ти-Грейс Аткинсон и Кэти Скарбро инициировали «Запретный дискурс: замалчивание феминистской критики гендера» как «открытое заявление 48 радикальных феминисток из семи стран».